# Dマーケット
dマーケット（ディーマーケット）は、NTTドコモが同社のスマートフォンやiモード端末へ、有料、無料のアプリケーションや電子書籍、音楽、動画といったコンテンツを配信するためのポータルサイト。旧名はドコモマーケット。

## 概要
スマートフォン向けサイトと、iモード向けのサイトがある。
取扱高は年々増加し、13年度には550億円程度となり、12年度上期に比べ倍増している。また、2013年度末現在の月額有料サービスの契約数は769万契約となっているほか、1人あたりの月額利用料が890円となり、前年同月比で30%以上増加している。なお、スマートフォン向けサイトについては、dアカウント（旧docomo ID）を利用することにより、順次キャリアフリー化された。

## スマートフォン用サイト

### Android / iPhone
当初は「ドコモマーケット」としてスタートし、ドコモ スマートフォン Xperia SO-01Bの発売日である、2010年4月1日より提供が開始された。当初の対応機種はXperiaと、Xperiaと同じOSであるAndroidのHT-03Aの2機種のみであった。
2010年9月1日より、ドコモのスマートフォンでiモードメールアドレスが利用できるspモードが提供されると、いままでできなかった、アプリ料金の携帯電話料金を使った料金回収サービスが始まった。
2011年11月18日をもって、ドコモマーケットはポータルサイトであるdメニューと、多様なコンテンツを提供・紹介するdマーケットとなった。
2013年1月30日に、dマーケット内の各ストアの名称変更が行われ、VIDEOストア、アニメストア、MUSICストア、BOOKストア等はd○○という名称となった。
2013年9月20日以降、dクリエイターズから順にiPhoneに対応。
2014年4月1日、すべてのストアがキャリアフリー化された。
2015年1月11日、月額課金サービスの合計契約数が1000万契約に達した。内訳は、dビデオが437万、dヒッツが254万、dアニメストアが152万、dマガジンが128万、dキッズが29万。

#### 個別課金
コンテンツや商品の購入毎に料金を支払うサービス。dアプリ&レビュー以外は、dポイントでの支払が可能。料金はすべて税別価格。
dショッピング
日用品や、子会社のらでぃっしゅぼーや、オークローンマーケティング等の商品を買うことができる「ふだん使いのショッピング・サイト」。しゃべってコンシェルを使っての検索、dポイントでの支払い等が可能。
2015年3月から酒類品として「酒のやまや」のお酒を買うことができるようになった。
dゲーム
ドコモオリジナル新作ゲーム、大手ゲーム会社によるゲームが無料で遊べるストア。なおドラゴンクエストX 目覚めし五つの種族 オンラインは指定のドコモ端末のみ対応。
2023年9月27日をもってサービスを終了した。
dブック
電子書籍を販売。
dfashion
子会社のマガシークとの共同運営によるファッション通販サイト。取扱いブランド数は400を超え、人気セレクトショップや人気ブランドが出店。
dミュージック powered by レコチョク
レコチョクとの協業による音楽ダウンロードサービス。
dカーシェア

dミールキット

dアプリ&レビュー
Google Playからおすすめのアプリを性別・年代が異なるキャラクター達が紹介。また、ドコモ限定のアプリの紹介も行う。
なお、らくらくスマートフォン2はGoogle Playが使用できないため非対応である。
dTV

dマガジン

dヒッツ

dフォト

dアニメストア

dヘルスケア

dキッズ

ドコモスポーツくじ

dデリバリー
約20ジャンル、全国約9,500のお店の多彩なメニューを選んで注文できる出前・フード宅配サービス。
dトラベル
ジェイティービーとの協業による、宿泊施設の予約や目的に合った旅行プランの提案、観光スポットを案内する旅行の総合サポートサービス。
dクリエイターズ
さまざまなジャンルの、一般のクリエイターによるハンドメイド作品などの出品・購入ができるストア。小説・コミックなどの投稿サービスであるE★エブリスタとも連携している。

#### 月額課金
月額にて使い放題となるサービス。ドコモポイントでの支払いはできない。
dキッズ
しまじろうの知育コンテンツや、トミカやリカちゃんの塗り絵、絵本、図鑑、脳トレ、英算国等、11アプリ・500以上の子ども向けコンテンツが月額372円で使い放題となる。
dヒッツ powered by レコチョク
レコチョクとの協業によるラジオ型ストリーミングサービス。テーマに沿って楽曲をストリーミング配信する8チャンネル50番組で毎月2000曲以上を配信。
月額300円コース 月額300円で聞き放題となるサービス。
月額500円コース 月額300円コースの内容に加え、好みの楽曲を登録できる「myヒッツ」が利用可能。
dTV
BeeTVが運営するストアで、国内外の映画、ドラマ、アニメ、音楽、BeeTVオリジナル番組の動画等が月額500円で見放題となった。
dマーケット VIDEOストア（2011年11月-2013年1月）→dビデオ（2013年1月-2015年4月）→dTV（2015年4月-2023年4月）→Lemino（2023年4月-）
dアニメストア
角川書店との合弁会社であるドコモ・アニメストアが運営するストアで、約500作品・10000話のアニメ作品が月額400円で見放題となる。
dマガジン
月額400円で、70誌以上の多彩なジャンルの人気雑誌・記事が読み放題となる。なお、KADOKAWAが閲覧アプリの提供、運用協力をしている。
法人向けサービス「dマガジン for Biz」もある。

#### 対応機種（Android / iPhone）
ドコモ以外の他社も含めたiPhone、スマートフォン・タブレット（AndroidTM 2.2以降、iOS 7.0以降）

### Windows Mobile
ドコモマーケットは前述のとおり、Androidの搭載されたスマートフォンでしか利用できなかったが、2010年6月のdynapocket T-01Bの発売に合わせ、Windows Mobile用のサイトの提供が開始された。Windows MobileもWindows Phone Market Placeといわれるアプリケーションマーケットが存在するが、Windows版のドコモマーケットでも、ドコモが推奨するアプリケーションやデコメ素材、動画などを中心に提供されている。ただし、Windows Mobileの推奨端末はT-01Bのみとなる。

## iモード用サイト
iモード端末用のdマーケットは、2010年12月6日より提供が開始されている。iモード用のコンテンツもスマートフォン用と同様にiアプリ（アプリストア）、動画、音楽（ミュージックストア）、電子書籍（ブックストア）が中心となる。iモードのトップページより利用が可能となっている。2010年後半よりスマートフォンに押され気味であるiモード機でも簡単にアプリケーションの検索や購入が出来るように提供が開始されている。アプリケーションの購入は、携帯電話料金と合算して請求される様になったほか、アプリの購入でもドコモポイントが利用できるといった特徴がある。
アプリマーケット開始前のiアプリは、公式・非公式様々な各コンテンツプロバイダがそれぞれ配信を行っていた。iモードの公式サイトのコンテンツプロバイダになるためには、多くの審査があり個人にはハードルが高い物であった。そのため、公式サイトの提供者は法人が中心であった。
非公式サイトの場合、配信サーバーは自前で準備する必要があり、GPSや電話帳の管理などiアプリDXの命令セットの利用は出来なかった。
dマーケットのアプリケーション配信により、iアプリDX相当の命令セットの利用が可能になり、またサーバーについてもドコモのサーバーを利用可能になり、集金についてもドコモ代行出来る様になった。手数料に関しても、既存のAndroidマーケットよりも割合が低く設定された。そのことで、個人などの参入がしやすくなっていた。
新規アプリが開発されなくなったこと、スマートフォンへユーザーの移行が進んだことから2015年1月31日にアプリストアを終了した。

### 対応機種（iモード）
901i及び700i以降の一部の端末を除いて、利用することが出来る。901i及び700i以降でも600i系などや、900i以前の端末については対応していない。
対応機種の詳細はこちらを参照